# 이베리아 익스프레스
이베리아 익스프레스(영어: Iberia Express)는 스페인의 저가 항공사로 스페인의 이베리아 항공의 자회사에 해당된다. 본사는 스페인 마드리드에 위치해 있으며 2014년에 설립했다. 또한 사용하고 있는 허브 공항으로 마드리드 바하라스 국제공항이 있다. 오는 2015년까지 40대로 늘릴 계획이다. 이 항공사의 경우 장거리 운항편으로 구성되어 있다.

## 보유 기종
- 2021년 5월 기준으로 이베리아 익스프레스는 다음과 같은 기종을 보유하고 있으며 평균 기령은 8.2년이다.[7][8]